# Esther Maliepaard
Esther Maliepaard (Etten-Leur, 23 november 1986) is een Nederlands honkballer.
Maliepaard speelt bij de vereniging HSV Gryphons te Rosmalen. Zij kwam uit voor het Nederlands honkbalteam dat in 2010 meedeed aan de wereldkampioenschappen die gehouden werden in Venezuela van 12 tot 22 augustus.